# Abel (groupe)
Pour les articles homonymes, voir Abel (homonymie).
Abel est un groupe néerlandaise de pop, originaire d'Effen, une localité de la commune de Bréda. Il est notamment connu pour sa chanson Onderweg, sortie en 2000.

## Histoire
En 1996, Joris Rasenberg, Freek Imbens et Robert Stobbelaar, qui se connaissaient déjà depuis l'école secondaire, forment, avec John Koeken, The Acting Crowd. Un an plus tard, le groupe décide de se nommer Abel en hommage à un film homonyme d'Alex van Warmerdam. Le groupe décide également de s'orienter vers la musique pop néerlandaise. La première démo, auto-éditée, lui apporte un contrat d'enregistrement. Cependant, Robert Stobbelaar, le batteur de l'époque, quitte le groupe. Abel recherche donc un batteur remplaçant, ainsi qu'un deuxième guitariste. Emiel Drost sera le remplaçant de Robbert Stobbelaar, tandis que Maarten van Damme devient le deuxième guitariste. 
Le premier single du groupe (3 dagen zon) est un échec commercial. Néanmoins, un autre single, Onderweg, se propulse à la première place dans les charts néerlandais et flamands au début de l'an 2000. Peu de temps après, le groupe sort son premier album, De stilte voorbij. Les TMF Awards déclarent Abel comme « groupe le plus prometteur »[réf. nécessaire]. Il joue également au festival de gala en soutien aux victimes victimes du désastre des feux d'artifice d'Enschede. À la fin de l'an 2000, le groupe se produit entre Coolio et UB40 durant la Night of the Proms, qui se déroule à Ahoy, Rotterdam.
Après Onderweg, Abel ne connaîtra plus le succès. Beaucoup de membres quittent le groupe dans les deux années qui suivent leurs succès. Le seul à rester est Joris Rasenberg qui est rejoint par le guitariste, Eric Smans. Début 2002, sort leur deuxième album, Doen & laten. C'est un échec commercial. Plus tard, Abel revient en septembre 2010 avec un single, Zolang je bij me bent. Un mois plus tard sort le troisième album du groupe, 12 uur. Le titre Tot het helder wordt, sorti en 2012, est le dernier signe de vie du groupe.
Le groupe revient à nouveau avec la sortie de l'album Geen water bij de wijn en 2024.

## Discographie

### Albums studio
- 2000 : De stilte voorbij
- 2002 : Doen & laten
- 2010 : 12 uur
- 2024 : Geen water bij de wijn

### Singles
- 1999 : 3 dagen zon
- 2000 : Onderweg
- 2000 : Neem me mee
- 2000 : Zonder een woord
- 2001 : Liedje
- 2001 : Nooit meer bang
- 2002 : Walsen
- 2010 : Zolang je bij me bent
- 2012 : Tot het helder wordt